# Madam C. J. Walker

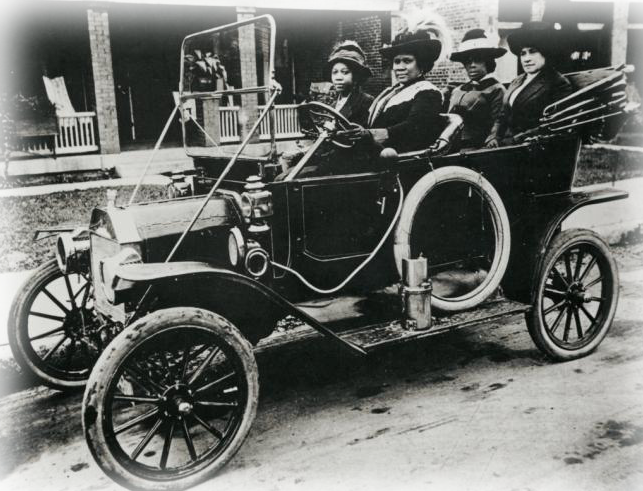
Madam Walker med vänner i en automobil.

Madam C.J. Walker, född 23 december 1867 i Madison Parish i Louisiana, död 25 maj 1919, var en afroamerikansk affärskvinna, hårvårdsentreprenör och filantrop. Hon gjorde sig en förmögenhet genom försäljningen av hårvårdsprodukter för svarta kvinnor i det egna företaget Madam C.J. Walker Manufacturing Company.

## Familjeliv
Den 11 augusti 1894 gifte sig Sarah med John Davis. Äktenskapet varade till omkring 1903. I januari 1906 gifte hon sig med Charles Joseph Walker, och de skilde sig 1912.

## Utmärkelser
Madam Walkers gärning uppmärksammades långt efter hennes död. 1992 valdes hon in i Junior Achievement U.S. Business Hall of Fame vid Museum of Science and Industry i Chicago. Hon har också blivit invald i National Women's Hall of Fame, National Cosmetology Hall of Fame i Seneca Falls, New York samt National Direct Sales Hall of Fame. Den 28 januari 1998 gav det amerikanska postverket ut ett Madam Walker-frimärke, som en del av en serie om betydelsefulla svarta personer i historien. Guinness Rekordbok anger också Walker som den första kvinnan som blev miljonär genom eget arbete.